# Плотников, Николай Николаевич
Николай Николаевич Плотников (1900 ― 1979) ― российский и советский учёный, паразитолог, доктор медицинских наук, профессор, заведующим клиническим отделом Института медицинской паразитологии и тропической медицины им. Е.И. Марциновского Министерства здравоохранения СССР (с 1952 г.).

## Биография
Николай Николаевич Плотников родился в 1900 году.
В 1923 году успешно завершил обучение на медицинском факультете Казанского университета.
Во время Великой Отечественной войны, с 1941 по 1945 годы, руководил санитарнo-эпидемиологическими лабораториями на Дальнем Востоке. В 1946 году стал работать в Институте медицинской паразитологии и тропической медицины им. Е. И. Марциновского в городе Москве. С 1952 года назначен и выполнял обязанность заведующего клиническим отделом этого института. На протяжении многих лет читал курс лекций по клинической паразитологии в ЦИУ, а также на курсах специалистов по тропической медицине Всемирной организации здравоохранения.
Является автором около 300 научных работ. Глубоко изучал и анализировал патогенез, клинику и терапию паразитарных болезней, в т. ч. подготовил совместно с И.А.Кассирским монографию «Описторхоз», которое стало первым отечественным руководством по тропической медицине — «Болезни жарких стран». Он предложил и внедрил в практику новый метод лечения гельминтозов печени хлоксилом (гексахлорпараксилол), изучил Описторхоз в Тобольске.
Активный участник медицинского сообщества. Избирался членом президиума Всесоюзного и председателем Московского обществ гельминтологов, был членом проблемной комиссии «Паразитарные и тропические болезни человека», являлся членом редакционной коллегии журнала «Медицинская паразитология и тропическая медицина», был редактором редакционного отдела «Эпидемиология. Инфекционные и паразитарные болезни» Большой Медицинской Энциклопедии, эксперт Всемирной организации здравоохранения.
Умер в 1979 году в Москве.

## Награды
Награждён государственными наградами:
- Орден Ленина;
- Орден Красной Звезды;
- Орден «Кирилл и Мефодий» I-й степени;
- другими медалями

## Научная деятельность
Труды, монографии:
- Плотников Н.Н. Описторхоз, Москва, 1953;
- Плотников Н.Н. Проблема описторхоза и задачи борьбы с ним, в кн.: Природная очаговость болезней человека и краевая эпидемиология, под ред. E. Н. Павловского и др., Ленинград, 1955, С. 447;
- Плотников Н.Н., Кассирский И.А. Болезни жарких стран, Москва, 1959, 1964;
- Плотников Н.Н. Гельминтозы населения районов Крайнего Севера, в кн.: Проблемы Севера, под ред. Г. М. Данишевского и С. В. Славина, в. 6, М., 1962, С. 141;
- Плотников Н.Н. Изучение патогенеза, клиники и лечения гельминтозов, в кн.: Строительство гельминтологической науки и практики в СССР, под ред. К. И. Скрябина, т. 4, М., 1969, С. 113;
- Плотников Н.Н. Достижения советской науки в лечении главнейших гельминтозов, в кн.:Вопросы медицинской паразитологии, под ред. В.П. Подъяпольекой и Л. И. Прокопенко, М., 1970, С. 113.